# بلانكا ديليا بيريز
بلانكا ديليا بيريز (ولدت بلانكا ديليا بيريز ديلجادو) هي سياسية إسبانية ووزيرة البيئة في إقليم جزر الكناري الأسباني المتمتع بالحكم الذاتي.

## السيرة الشخصية
تم تعيين بلانكا ديليا بيريز في حكومة جزر الكناري بزعامة فرناندو كلافيجو باتلي كوزيرة للبيئة في 21 يوليو 2015. بصفتها وزيرة البيئة قادت بلانكا ديليا بيريز في عام 2015 وفداً من حكومتها لبدء التعاون مع منصة أوشيانيك لجزر الكناري لمعالجة المشكلة المزمنة للفيضان الساحلي الذي تعاني منه المجتمعات في جزر الكناري بما في ذلك بلدية جاراتشيكو في جزيرة تينيريفي.
عملت بلانكا في مجال الخدمات الاجتماعية قبل أن تصبح وزيرة. عملت كرئيسة للجنة الخدمات الاجتماعية في الإدارة السابقة لجزر الكناري وأيضًا كرئيسة للجنة القاصرين. وأشارت إلى بعض إنجازاتها في العمل في مجال الخدمات الاجتماعية، وذكرت في مقابلة أن فترة عملها شهدت التعامل مع الإعانات المقدمة من المنظمات غير الحكومية للأشخاص ذوي الإعاقة وتسهيل بناء الطرق لربط المجتمعات في بلديتها.